# Bunuri mobile din domeniul artă plastică clasate în patrimoniul cultural național al României aflate în județul Gorj
Acestă listă conține bunurile mobile din domeniul artă plastică clasate în Patrimoniul cultural național al României aflate la momentul clasării în județul Gorj.

## Fond
| Foto | Informații generale                                       | Detalii tehnice | Descriere | Deținător                                     | Legături |
| ---- | --------------------------------------------------------- | --- | --- | --------------------------------------------- | -------- |
|      | Portretul lui Constantin Brâncuși Autor: Petrașcu, Milița | Datare: 2/2 sec. XX Școală: Școală românească modernă Dimensiuni: H: 39,2 cm; L: 34 cm; La: 24 cm Material: gips patinat | Lucrarea ronde bosse în ghips reprezintă capul unui bărbat matur cu fruntea înaltă, ochii mici, nasul subțire și barba bogată. Portretul lui Brâncuși este naturalist, bine individualizat, artista reușind să-i surprindă particularitățile fizionomice, caracterologice, ceea ce ne determină să considerăm că este o lucrare de maturitate. Demersul său păstrează ambițiile instantaneului și rigorile compoziției clasice. | Muzeul Județean „Alexandru Ștefulescu”, Târgu | Cimec    |